# Žigansk
Žigansk (in lingua russa Жиганск, in sacha Эдьигээн), è un villaggio di 3 414 abitanti situato nella Sacha-Jacuzia, in Russia. Si trova sulla sponda sinistra della Lena, 610 km a nord di Jakutsk. Žigansk è il centro amministrativo del Žiganskij ulus. La popolazione è formata per il 47%  da evenchi e per il 34% da jakuti.
La località è servita da un aeroporto (codice ICAO UEVV; IATA ZIX) . Non vi sono strade di collegamento aperte tutto l'anno, durante l'estate è collegata alla capitale dai battelli lungo la Lena, durante l'inverno si può raggiungere Jakutsk per mezzo di una pista invernale.

## Storia
Fu fondato come fortezza sulla Lena nel 1632 da Pëtr Ivanovič Beketov che aveva raggiunto la località con un distaccamento di cosacchi dello Enisej. Nel 1783 fu riconosciuto capoluogo del uezd nell'oblast di Jakutsk del governatorato di Irkutsk ed ebbe la concessione dello stemma (due storioni su sfondo argento). Nel 1930 divenne il capoluogo del Žiganskij rajon  (nella Repubblica Socialista Sovietica Autonoma Jakuta), divenuto in seguito Žiganskij ulus nel 1993.

## Clima
| Žigansk (1991-2020) Fonte: | Mesi         | Mesi         | Mesi         | Mesi         | Mesi         | Mesi        | Mesi        | Mesi        | Mesi         | Mesi         | Mesi         | Mesi         | Stagioni | Stagioni | Stagioni | Stagioni | Anno  |
| Žigansk (1991-2020) Fonte: | Gen          | Feb          | Mar          | Apr          | Mag          | Giu         | Lug         | Ago         | Set          | Ott          | Nov          | Dic          | Inv      | Pri      | Est      | Aut      | Anno  |
| -------------------------- | ------------ | ------------ | ------------ | ------------ | ------------ | ----------- | ----------- | ----------- | ------------ | ------------ | ------------ | ------------ | -------- | -------- | -------- | -------- | ----- |
| T. max. media (°C)         | −33,7        | −29,9        | −16,6        | −2,8         | 7,2          | 18,6        | 21,7        | 17,4        | 8,1          | −6,6         | −24,5        | −33,5        | −32,4    | −4,1     | 19,2     | −7,7     | −6,2  |
| T. media (°C)              | −36,7        | −33,6        | −22,0        | −8,4         | 2,6          | 13,3        | 16,5        | 12,5        | 4,0          | −9,8         | −27,8        | −36,3        | −35,5    | −9,3     | 14,1     | −11,2    | −10,5 |
| T. min. media (°C)         | −40,1        | −37,5        | −27,2        | −14,2        | −2,0         | 7,8         | 11,1        | 7,4         | 0,1          | −13,0        | −31,4        | −39,5        | −39,0    | −14,5    | 8,8      | −14,8    | −14,9 |
| T. max. assoluta (°C)      | −8,2 (2016)  | −10,1 (1940) | 6,5 (2011)   | 11,9 (1997)  | 30,1 (2020)  | 34,0 (2016) | 34,6 (1937) | 30,6 (1983) | 25,0 (2016)  | 10,4 (1947)  | 1,7 (2012)   | −10,4 (1942) | −8,2     | 30,1     | 34,6     | 25,0     | 34,6  |
| T. min. assoluta (°C)      | −59,6 (1982) | −58,1 (1944) | −51,9 (1940) | −44,4 (1951) | −22,6 (1940) | −4,5 (1961) | −2,1 (1939) | −5,4 (1992) | −21,7 (1955) | −42,6 (1950) | −53,4 (1960) | −60,0 (1948) | −60,0    | −51,9    | −5,4     | −53,4    | −60,0 |
| Precipitazioni (mm)        | 16           | 14           | 15           | 17           | 25           | 45          | 48          | 52          | 41           | 47           | 24           | 16           | 46       | 57       | 145      | 112      | 360   |